# Antonín Perner
Antonín Perner (* 29. Januar 1899 in Prag; † 24. November 1973) war ein tschechoslowakischer Fußballspieler. Zwischen 1920 und 1931 bestritt er 28 Länderspiele für die Nationalmannschaft, für die er ein Tor erzielte.

## Karriere

### Vereine
Perner spielte von 1918 bis 1936 lediglich für zwei in seiner Geburtsstadt ansässigen Vereine. In dieser Zeit blieb er Sparta Prag 14 Jahre lang treu und wechselte 1932 zum Ligakonkurrenten AFK Bohemians.
Mit Sparta Prag gewann er achtmal die Meisterschaft, davon – ab seiner zweiten Spielzeit – fünf in Folge, zunächst noch unter dem Dachverband des ČSF, und die achte im letzten Jahr seiner Zugehörigkeit.
Mit Sparta Prag war Perner unter Spielführer Karel Pešek Anfang der 1920er unbesiegbar. Die als „Eiserne Sparta“ titulierte Elf verlor zwischen 1920 und 1923 nicht ein einziges von 50 Meisterschaftsspielen, schoss 230 Tore und ließ nur 40 Gegentreffer zu.
Mit Einführung des berufsmäßigen Fußballspielens und der damit einhergehenden Gründung der Tschechoslowakischen Liga 1925, spielten in ihr zunächst nur Prager Vereine. Hatte am Ende der Premierenspielzeit der Profiliga (Asociační Liga) noch der Stadt- und Ligarivale Slavia Prag die Meisterschaft gewonnen, so gewann Perner mit Sparta Prag die Meisterschaft der folgenden zwei Spielzeiten.
Die Spielzeit 1927, in der die Meisterschaft verteidigt werden konnte, war wohl die erfolgreichste für Perner. Zum einen gewann er auch den Premierenwettbewerb um den Mitropapokal; das in Hin- und Rückspiel ausgetragene Finale gegen den SK Rapid Wien wurde mit 4:1 gewonnen bzw. mit 1:2 verloren. Zum anderen bestritt er mit zehn Einsätzen für die Nationalmannschaft die meisten seiner insgesamt 28; sieben Begegnungen wurden gewonnen, drei endeten unentschieden.
Die vier Spielzeiten für AFK Bohemians blieben für ihn ohne Erfolgserlebnis: 1933 Sechstplatzierter, 1934 Fünftplatzierter, 1935 Elfter und Absteiger, 1935/36 2. československá Liga.

### Nationalmannschaft
Für die tschechoslowakische Nationalmannschaft debütierte Perner am 28. August 1920 in Antwerpen beim 7:0-Sieg über die Nationalmannschaft Jugoslawiens im Achtelfinale des olympischen Fußballturniers in Belgien. Sein Team, in dem er während des Turniers nicht mehr eingesetzt worden war, erreichte am 2. September 1920 das Finale, das jedoch beim Stand von 2:0 für die Nationalmannschaft der gastgebenden Belgier – und nachdem die tschechoslowakischen Spieler aus Protest gegen die Schiedsrichterleistung den Platz verlassen hatten – in der 39. Minute abgebrochen wurde, was zur nachträglichen Disqualifikation seiner Mannschaft führte.
Sein einziges Länderspieltor erzielte er am 11. Oktober 1925 in Prag beim 2:0-Sieg im Testspiel gegen die Nationalmannschaft Ungarns mit dem Treffer zum 1:0 in der 49. Minute. Seinen letzten Einsatz als Nationalspieler bestritt er am 13. Juni 1931 im Stadion Letná beim 7:3-Sieg im Testspiel gegen die Nationalmannschaft der Schweiz.

## Erfolge
- Mitropapokal-Sieger 1927, -Finalist 1930
- Tschechoslowakischer Meister 1919, 1920, 1921, 1922, 1923, 1926, 1927, 1932